# Schizophrys dichotomus
Schizophrys dichotomus is een krabbensoort uit de familie van de Majidae. De wetenschappelijke naam van de soort is voor het eerst geldig gepubliceerd in 1831 door Latreille.